# 牛頓 (印第安納州)
牛頓（英語：Newton）是位於美國印地安納州牛頓縣的一個非建制地區。